# Metropolia di Ganos e Chora
La metropolia di Ganos e Chora (in greco Μητρόπολις Γάνου και Χώρας?, Mitrópolis Gánou kai Chṓras) è una sede soppressa del patriarcato di Costantinopoli.

## Storia
Ganos e Chora, in turco rispettivamente Gazikoy e Hoskoy, sono due località del distretto di Şarköy, che affaccia sul mar di Marmara in Turchia. Ganos, che faceva parte della diocesi di Peristasi, divenne in epoca incerta una diocesi indipendente, suffraganea dell'arcidiocesi di Eraclea; probabilmente è attestata già all'inizio del XIII secolo, quando, con la nascita dell'impero latino di Costantinopoli, fu istituita una diocesi Ganensis di rito latino. Un anonimo vescovo greco di Ganos è documentato tra il 1275 e il 1280, avendo preso parte all'ordinazione del patriarca Giovanni XI di Costantinopoli. Prima del 1324 la sede fu elevata al rango di arcidiocesi, ma già nel 1329/1330 è attestata come metropolia del patriarcato, come documentano le Notiae Episcopatuum patriarcali.
A causa di un terremoto, nel 1912 i metropoliti trasferirono la loro sede a Chora, e da questo momento la metropolia assunse il doppio nome di "Ganos e Chora".
A seguito del trattato di Losanna, per porre fine alla guerra greco-turca, nel 1923 fu attuato uno scambio di popolazioni tra Grecia e Turchia che portò alla totale estinzione della presenza cristiana ortodossa nel territorio della metropolia.
Il titolo di metropolita di Ganos e Chora è ancora assegnato, ma è un semplice titolo vescovile non residenziale.

## Cronotassi degli arcivescovi e metropoliti
- Anonimo † (menzionato tra il 1275 e il 1280)
- Menas † (menzionato nel 1329)
- Anonimo † (menzionato nel 1342 e nel 1343)
- Giuseppe † (? - agosto 1347 deposto)
- Anonimo † (menzionato nel 1361 e nel 1367)
- Nicandro † (prima del 1387 - dopo il 1389)
- Anonimo † (menzionato nel 1394)
- Gennadio † (menzionato nel 1439)
- Gregorio † (menzionato nel 1450)
- Matteo † (menzionato nel 1467)
- Niceforo † (menzionato nel 1499)
- Gabriele † (menzionato nel 1555)
- Teofane † (menzionato nel 1561)
- Pacomio † (prima del 1572 - dopo il 1576)
- Dionisio † (menzionato nel 1585)
- Cirillo † (menzionato nel 1590)
- Dionisio † (menzionato nel 1596)
- Ieroteo † (menzionato dopo il 1597)
- Melchisedek † (menzionato nel 1600 circa)
- Anonimo † (menzionato nel 1602)
- Macario † (? - 1610 deposto)
- Neofito † (1610 - ?)
- Melezio † (menzionato a maggio 1611)
- Macario † (prima del 1618 - dopo agosto 1620)
- Ignazio † (menzionato a novembre/dicembre 1620)
- Gioannizio † (menzionato il 10 1621)
- Ignazio † (prima di maggio 1622 - 1624 dimesso)
- Gioannizio † (aprile 1624 - prima di giugno 1636 eletto metropolita di Eraclea)
- Giacomo † (7 agosto 1637 - settembre 1639 dimesso)
- Paisio † (18 settembre 1639 - 18 marzo 1648 dimesso)
- Gabriele † (marzo 1648 - 26 novembre 1651 dimesso)
- Gabriele † (1654 ? - 23 aprile 1657 eletto patriarca di Costantinopoli)
- Antimo † (menzionato nel 1662)
- Cosma † (menzionato nel 1668)
- Cristoforo † (? - gennaio 1672 deposto)
- Leonzio † (menzionato nel 1672)
- Arsenio † (tra il 1674 e il 1681)
- Cosma † (menzionato nel 1681)
- Matteo † (menzionato nel 1682)
- Germano † (tra il 1684 e il 1690)
- Cirillo † (menzionato nel 1692)
- Costanzo † (prima di marzo 1692 - dopo gennaio 1700)
- Antimo † (tra il 1705 e il 1716)
- Gregorio † (tra il 1716 e il 1728)
- Bartolomeo † (menzionato nel 1728)
- Ieroteo † (menzionato nel 1733)
- Neofito † (menzionato nel 1743)
- Bartolomeo † (? - circa marzo 1744 deceduto)
- Neofito † (marzo 1744 - settembre 1759 deceduto)
- Procopio † (3 ottobre 1759 - gennaio 1770 eletto metropolita di Smirne)[5]
- Paisio † (1770 - 1780 eletto metropolita di Bosna)
- Cirillo † (gennaio 1780 - 1798 dimesso)[6]
- Gerasimo † (settembre 1798 - 28 maggio 1821 deceduto)
- Leonzio † (1821 - maggio 1835 eletto metropolita di Sisani e Siatista)
- Macario † (maggio 1835 - 15 aprile 1837 deceduto)
- Melezio † (27 aprile 1837 - maggio 1841 eletto metropolita di Demetriade)
- Matteo Aristarchis † (maggio 1841 - dicembre 1845 dimesso)
- Cirillo † (dicembre 1845 - agosto 1848 deceduto)
- Cirillo † (20 agosto 1848 - 15 marzo 1853 eletto metropolita di Adrianopoli)
- Crisante Tzounis † (15 marzo 1853 - 17 aprile 1873 dimesso)
- Gregorio Mislianos † (17 aprile 1873 - luglio 1873 deceduto)
- Timoteo Lampridis † (14 luglio 1873 - 12 maggio 1875 deceduto)
- Partenio Papafotinos † (22 maggio 1875 - 11 febbraio 1881 eletto metropolita di Sozoagatopoli)
- Benedetto Adamantidis † (11 febbraio 1881 - febbraio 1886 eletto metropolita di Pisidia)
- Policarpo Konstantinidis † (9 marzo 1886 - 1º agosto 1891 eletto metropolita di Varna)
- Dionisio † (1º agosto 1891 - 10 settembre 1897 deceduto)
- Costantino Mikroulis † (27 settembre 1897 - 23 maggio 1900 eletto metropolita di Sozoagatopoli)
- Costantino Apostolou † (3 giugno 1900 - 3 giugno 1906 eletto metropolita di Pisidia)
- Costanzo Isaakidis † (3 giugno 1906 - 21 agosto 1906 dimesso)
- Costantino Chatziapostolou † (22 agosto 1906 - 12 maggio 1909 eletto metropolita di Anchialo)
- Serafino Skaroulis † (14 maggio 1909 - 29 luglio 1913 deceduto)
- Timoteo Lamnis † (10 settembre 1913 - 7 ottobre 1924 eletto metropolita di Metsovo)
- Pancrazio Vatopedinos † (5 ottobre 1943 - 30 maggio 1952 deceduto)
- Nettario Chatzimichalis † (29 agosto 2007 - 31 dicembre 2009 deceduto)
- Amfilochio Tsoukos[7] (30 maggio 2018 - 3 ottobre 2022 dimesso)